# Barron's Educational Series
Barron’s Educational Series est un éditeur américain figurant parmi les leaders dans le domaine des manuels de préparation aux examens, des compilations sur les écoles et universités des États-Unis ainsi que des guides pour étudiants. Parmi ses ouvrages les plus connus figurent le Barron’s Profile’s of American Colleges et le Barron’s Profile of American University, guides complets sur les programmes, concours et cadres de vies des établissements scolaires américains. Barron’s publie aussi plusieurs dizaines de manuels de préparation aux examens comme le SAT Reasoning Test, l’ACT, le TOEFL, etc.

## Historique
Fondée en 1941 par Manuel H. Barron, la société occupe pendant près de quinze ans des bureaux à Great Neck, avant de déménager à Woodbury, puis à Hauppauge en 1987, trois localités de Long Island dans l’État de New York. Au début centrée uniquement sur l’éducation, la compagnie se diversifie dans les années 1970 sous l’impulsion de Manuel H. Barron, qui veut publier dans ses centres d’intérêt comme la cuisine et la voile. Aujourd’hui, elle édite aussi quelques autres domaines (livres pour enfant, apprentissage des langues étrangères, finance, cinéma...), mais subit dans le même temps une forte concurrence dans son cœur de métier. La société ne rend pas officiellement publics ses résultats ; selon des estimations rapportées par le New York Times en 2006, le chiffre d’affaires annuel irait de 25 à 125 millions de dollars. Son catalogue contient plus de 2000 titres réguliers.